# Ophiodermella inermis
Ophiodermella inermis é uma espécie de gastrópode do gênero Ophiodermella, pertencente a família Borsoniidae.